# 짝코
"짝코"는 1983년에 개봉한 대한민국의 영화이다.

## 캐스팅
- 김희라 : 짝코 역
- 최윤석 : 송기열 역
- 방희
- 김정란
- 박애나
- 이수한
- 이해룡
- 조재성
- 최남현
- 이예민
- 추석양
- 지계순
- 나정옥
- 이정애
- 김지영
- 최나영
- 유명순
- 지방열
- 김기범
- 김기종
- 박종설
- 박부양
- 최일
- 안진수
- 김예성
- 최석
- 박광진
- 장철
- 박달